# Planetario de Bogotá
El Planetario de Bogotá es un centro cultural y planetario ubicado en el Centro Internacional de Bogotá (CIB) en Colombia, dentro del Parque de la Independencia.

## Historia
El planetario se construyó por iniciativa del alcalde Virgilio Barco Vargas en 1967, y se inauguró oficialmente 2 años después, el 22 de diciembre. Este fue el primero de un conjunto de nueve museos, que funcionan en la actualidad como un Centro Cultural. 
En 2008, cuando la ciudad cumplió 470 años, el Planetario compró un nuevo proyector de imagen para la proyección de los astros (que en la actualidad lleva ya 50 años). Adicionalmente se adecuaron los espacios de circulación interna en las plantas bajas y superiores, ampliando las salas destinadas a exposiciones temporales.  

### Remodelación
En 2011 se inició la última etapa de remodelación del planetario en la cual se reforzó la estructura, se mejoró la señalización, se renovó la pantalla de proyección del domo, se amplió la capacidad y se construyó el Museo del Espacio, el cual está conformado por cinco salas interactivas.

## Secciones
En el Planetario se encuentran no solo el teatro de estrellas, sino también el Museo de Bogotá (antiguo Museo de Desarrollo Urbano), la Galería Santa Fe y la Sala Oriol Rangel. La edificación albergó asimismo en sus inicios el Museo de Ciencias Naturales, la Cinemateca Distrital y el Museo de Arte Moderno.
En la actualidad alberga en sus instalaciones también el Museo del Espacio (que cuenta con cinco espacios interactivos), una biblioteca pública especializada en astronomía que se llama Astroteca, una tienda de recuerdos, una cafetería y un moderno cibercafé. Permanentemente cuenta con una amplia programación de actividades para niños, adultos y grupos de visitantes. En sus salas se realizan actividades lúdicas, conferencias sobre astronomía, conciertos y obras de teatro, en los pasillos también se realizan exhibiciones especiales y se realizan jornadas de observación a través de los telescopios que están dispuestos en la terraza del edificio.